# Euphorbia dinteri
Euphorbia dinteri es una especie fanerógama perteneciente a la familia Euphorbiaceae. Es originaria de Angola hasta la Provincia del Cabo en Sudáfrica.
En Kew se la considera un sinónimo de Euphorbia virosa subsp. virosa.

## Taxonomía
Euphorbia dinteri fue descrita por Alwin Berger y publicado en Monatsschrift für Kakteenkunde 16: 109. 1906.
Etimología
Euphorbia: nombre genérico que deriva del médico griego del rey Juba II de Mauritania (52 a 50 a. C. - 23), Euphorbus, en su honor – o en alusión a su gran vientre –  ya que usaba médicamente Euphorbia resinifera. En 1753 Carlos Linneo asignó el nombre a todo el género.
dinteri: epíteto otorgado en honor del botánico alemán; Moritz Kurt Dinter (1868 - 1945), quien realizó exploraciones en África tropical.